# Билдинг-сад
Би́лдинг-сад — российская сеть детских садов, созданная в 2005 году, а также бизнес-модель, которая распространяется посредством механизма франшизы. Оборот компании достигает 60 млн рублей в год (по данным журнала «Эксперт»). Создателем компании является Марина Шилкина, глава ассоциации билдинг-садов «Территория образования»; координатором Ольга Целовальникова; собственником Станислав Шилкин.
Деятельность сети поддерживается Агентством стратегических инициатив (АСИ).

## История
Билдинг-сад был создан в 2005 году в Самаре социальным предпринимателем Мариной Шилкиной, в 1999 году получившей специализацию «Экономист» в Самарской Государственной экономической академии. Изначально она создала один самарский детский сад «Филиппок», развившийся затем в сеть самарских детских садов «Филиппок». После развития этого бизнеса она начала работу над созданием проекта «Билдинг-сад».
В августе 2012 года Билдинг-сад планировалось построить также в Наро-Фоминске. В мае 2013 года предполагалось открыть один Билдинг-сад в Сергиевом Посаде. 7 марта 2014 был открыт первый Билдинг-сад Иркутской области, располагающийся в Шелехове. В Московской области создано 7 Билдинг-садов.
Сеть садов активно развивается в подмосковье: сады есть в Химках, в ноябре 2012 года другой сад собирались построить в Ивантеевке (сад в Ивантеевке был в итоге достроен), также сады построены в: Коломне, Павловском Посаде, Щелкове, Пушкино и Егорьевске.
В Сургуте проект постройки наткнулся на проблему отсутствия в проекте прогулочной площади, что его заморозило.
Согласно данным журнала «Эксперт», на 2014 год в сети было 30 детских садов. Кроме того, по франшизе было создано ещё 109 садов в 5 регионах России и летом 2014 планировалось к осени 2014 открыть сады ещё в 5 регионах России. Согласно данным «Ведомостей», получивших их от создателя проекта Марины Шилкиной, на 2013 год билдинг-сады были презентованы в 17 и планировалось создание в 2014—2016 году в 14 регионах России.

## Бизнес-модель
Бизнес-модель сети такова: застройщик при строительстве дома в районе с плотной застройкой может на этапе планирования строящегося дома предусмотреть место на нижнем этаже под детский сад. Затем проект размещения детского сада согласовывается с предпринимателем, который будет набирать группы. В процессе функционирования проекта муниципалитет выплачивает субсидию на каждого посещающего детский сад ребёнка, при этом субсидия равна расходам на содержание того же ребёнка в муниципальном детском саду. Предприниматель, в свою очередь, уменьшает стоимость содержания каждого ребёнка на сумму полученной субсидии.
Данная бизнес-модель удобна и полезна для всех участников: для муниципального образования (решается проблема с очередями в детские сады, уменьшаются затраты на постройку новых детских садов, появляются новые рабочие места и плательщики налогов), для родителей (они получают возможность за умеренную плату отдать ребенка в детский сад хорошего класса), для предпринимателей (получение прибыли, поддержка местных властей при развитии бизнеса) и для строительных компаний (улучшаются социальные характеристики населённого пункта, что увеличивает количество желающих приобрести в нем жилье).

## Отзывы
В 2012 году проект был одобрен премьер-министром России Владимиром Путиным. О проекте положительно высказалась Ирина Петрунина, заместитель директора департамента продвижения проектов направления «Социальные проекты» АСИ.
В том же году проект одобрило правительство Московской области и порекомендовало его муниципалитетам с большим недостатком мест в детских садах.

### Электронные публикации
- В регионах развивается массовое строительство «билдинг-садов». RDT-INFO.RU (11 августа 2014). Дата обращения: 10 июля 2015. Архивировано 10 июля 2015 года.